# Айдерканал
А́йдерканал (Шлезвиг-Гольштейнский канал, устар. Эйдерский канал; нем. Eiderkanal, дат. Ejderkanalen, лат. Egdor/Egdore canalis) — искусственный водный путь в Южной Дании (позже Северная Германия), который соединял Северное море с Балтийским морем посредством рек Айдер и Лефензау. Построенный между 1777 и 1784 годами, Айдер канал был предназначен для создания пути для кораблей, входящих и выходящих из Балтики, который был бы короче и меньше подвержен штормам, чем при навигации вокруг Ютландского полуострова. В 1880-х годах канал был заменен расширенным Кильским каналом, который включает в себя некоторые участки водотока из Айдерканала.

## Наименования
Водоток канала шел по границе между герцогствами Шлезвиг и Гольштейн, и с момента своей постройки он был известен как «Шлезвиг-Гольштейнский канал». После Первой войны за Шлезвиг датское правительство переименовало водный путь в «канал Эйдера», чтобы противостоять немецкой националистической идее Шлезвиг-Гольштейна как единого политического образования; но, когда регион перешел под прусский контроль после Второй Войны за Шлезвиг, название вернулось к старому «Шлезвиг-Гольштейнский канал». В современной историографии канал называют по любому наименованию.

## История
Уже в 1571 году герцог Адольф I Голштейн-Готторпский предложил построить искусственный водный путь через Шлезвиг-Гольштейн, соединив на восток изгиб реки Айдер (Эйдер) с Балтийским морем, чтобы конкурировать с близлежащим для торговых судов каналом Штекниц . В то время герцог Гольштейн-Готторпский был вассалом Королевства Дании, но герцоги Шлезвиг-Гольштейн были постоянными врагами своих датских сюзеренов, и политическая фрагментация региона и продолжающийся конфликт из-за его законного правления представляли собой непреодолимое препятствие для такого масштабного проекта. Перспектива постройки канала была снова поднята при короле Кристиане IV и герцоге Фридрихе III.
После инкорпорации Гольштейна в датскую корону по Царскосельскому договору 1773 года, геополитические условия, наконец-то позволили приступить в 1773 году к строительству и дальнейшей эксплуатации канала. Обследование и планирование для канала началось в 1773 году, с предварительным планом, предложенным в феврале 1774. 14 апреля 1774 года, король Дании Кристиан VII издал указ кабинету министров о создании комиссии по надзору за строительством канала, под руководством Генриха Карла фон Шиммельмана. Среди прочего в указе было сказано:

«Поскольку теперь мы видим через провидение Всевышнего, находясь в неразделенном владении Герцогства Гольштейн, мы помогли нашим дорогим и верным подданным отцовским решением примирить Балтийское море и Северное море путем рытья канала, который — насколько это позволяет природа и положения местностей, ему должно быть на глубине не менее 5-6 футов, тем самым способствуя расширению торговли и продвижению всех коммерческих дорог в стране.»
Оригинальный текст (датск.)"Eftersom Vi ser Os gennem det Højestes forsyn nu i udelt besiddelse af hertugdømmet Holsten, har Vi til gavn for vores kære og trofaste undersåtter truffet den faderlige beslutning om at forene Østersøen og Nordsøen ved at grave en kanal, der - for så vidt angår natur og placering tillader det, skal være mindst 5 til 6 fod dyb, for derved at fremme og udvide handelen og fremme alle næringsveje i landet."

### Строительство

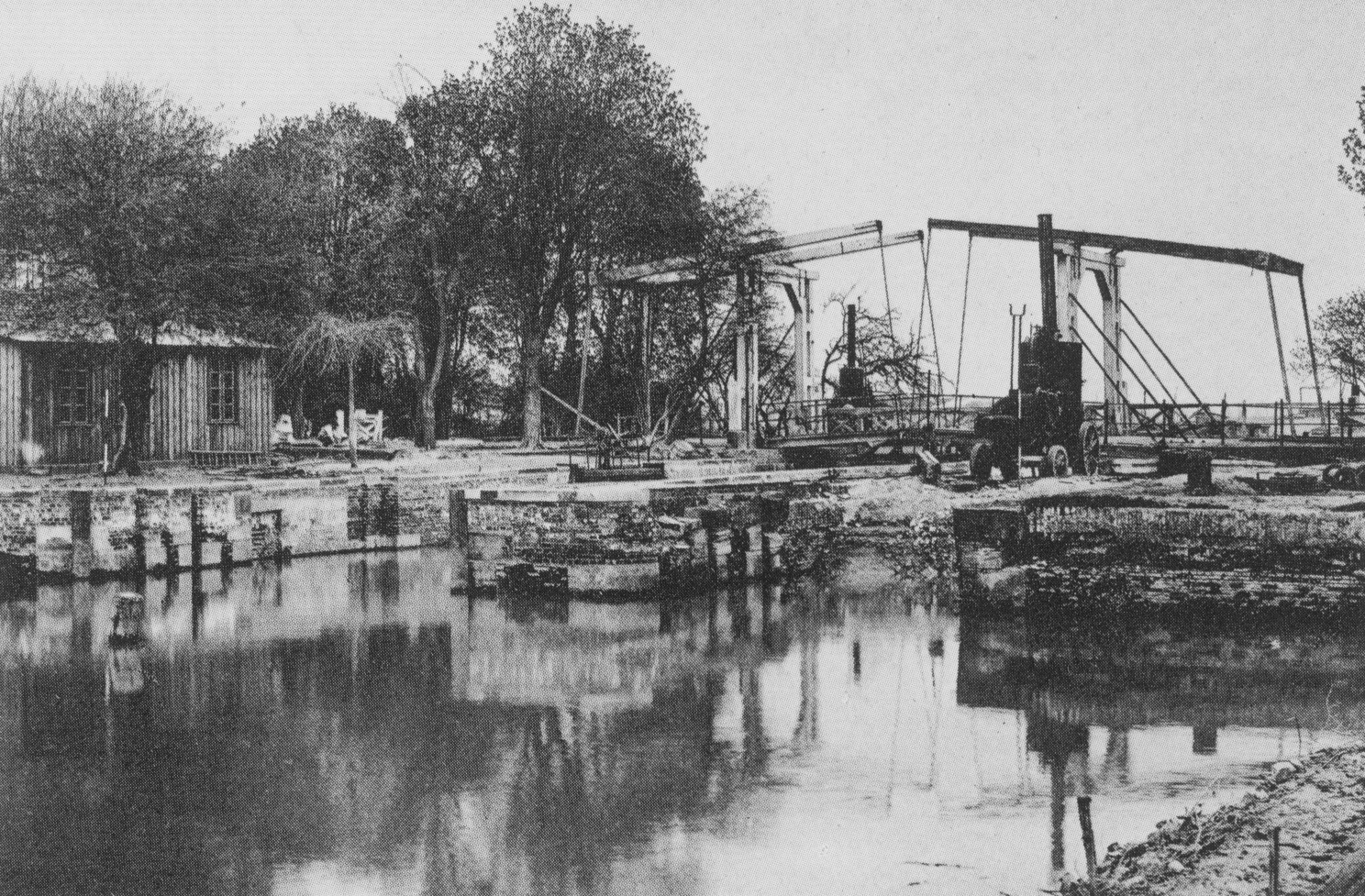
Самый восточный шлюз канала в Киль-Хольтенау. 1894 год

Подготовительные работы по каналу начались в 1776 году с дноуглубления нижнего Айдера между Фридрихштадт и Рендсбург. Искусственный канал тогда был выкопан и снабжен шлюзами, чтобы позволить кораблям пересечь водораздел полуострова и спуститься к Кильской бухте на побережье Балтийского моря. Сооружение искусственного участка, в конечном итоге протяжённостью 34 километра, началось в июле 1777 в Хольтенау на берегу Балтийского моря к северу от Киля, продолженное к осени до Кнопа. Этот участок частично следовал за небольшой рекой Лефензау, которая впадала в Килер-Фёрде, залив Кильской бухты. Участок от Кнопа до Ратмансдорф был построен между 1778 и 1779 и самый высокий сегмент (соединение с озером Флемхудерзе .) был завершен в 1780 году. Наконец, были установлены шлюзы вдоль естественного хода верхнего Айдера, начиная с Рендсбурга, чтобы поднять и углубить реку и сделав её судоходной до западного конца искусственного канала.
Канал включал в себя 130 километров реки Айдер и участок протяжённостью 9 километров, проходящей через верхние Айдеровы озера (Оберайдер) в Рендсбурге, судоходный маршрут охватывал в общей сложности 173 километра. Между Балтикой и верхним Айдером была разница в высоте около 7 метров, что потребовало строительства шести шлюзов, расположенных в Рендсбурге, Клувензике, Кёнигсфёрде, Ратмансдорф-Хофе, Кнопе, и Хольтенау (с запада на восток). Все строительные работы были завершены к осени 1784 года.

### Замена на Кильский канал

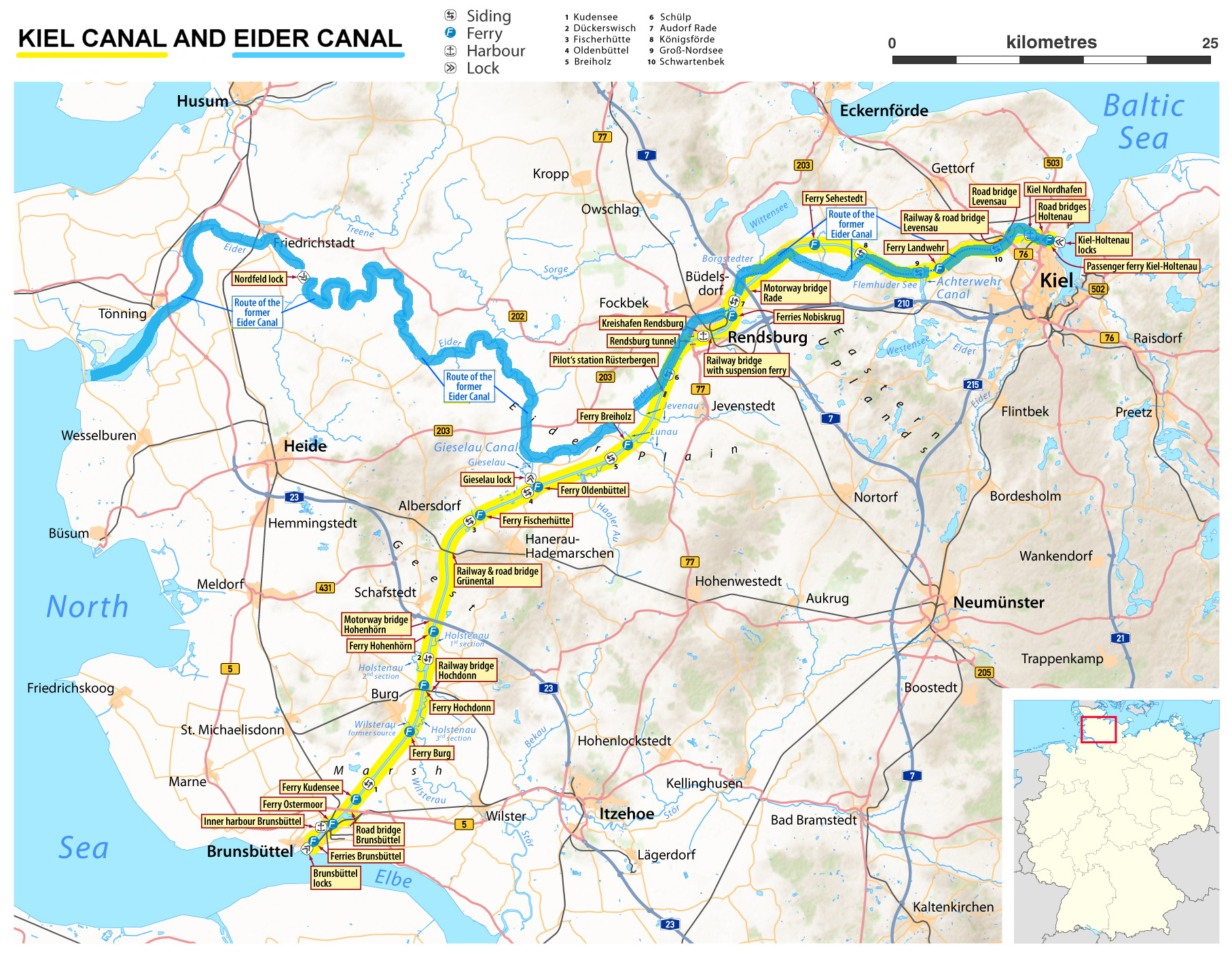
Карта Кильского канала (желтый) и Айдерканала (светло-синий)

Канал Айдер вскоре нёс значительный объём судоходства, и по прошествии десятилетий все большее число и размеры судов, желающих пересечь полуостров напрягало пропускную способность канала. Извилистое русло Айдера и необходимость навигации через Фризские острова в западной части канала добавляло время в пути, и осадка военных кораблей в конце XIX века исключила использование ими канала. В 1866 году по итогам Второй Войны за Шлезвиг Шлезвиг-Гольштейн становится частью Пруссии, после чего германское правительство рассмотрело ряд вариантов по реконструкции или замене канала для улучшения торгового и военного доступа к Балтике.
В 1887 году кайзер Вильгельм I торжественно открыл строительство нового Кильского канала, через Шлезвиг-Гольштейн. Хотя западный конец нового канала находится дальше на юг (в устье Эльбы), большая часть водотока Айдерканала была повторно использована для нового водного пути. Многие участки были заглублены, а некоторые были выпрямлены, срезая изгибы, которые все ещё существуют как озера. Новый канал был открыт кайзером Вильгельмом II в 1895 году.

## Пакгаузы

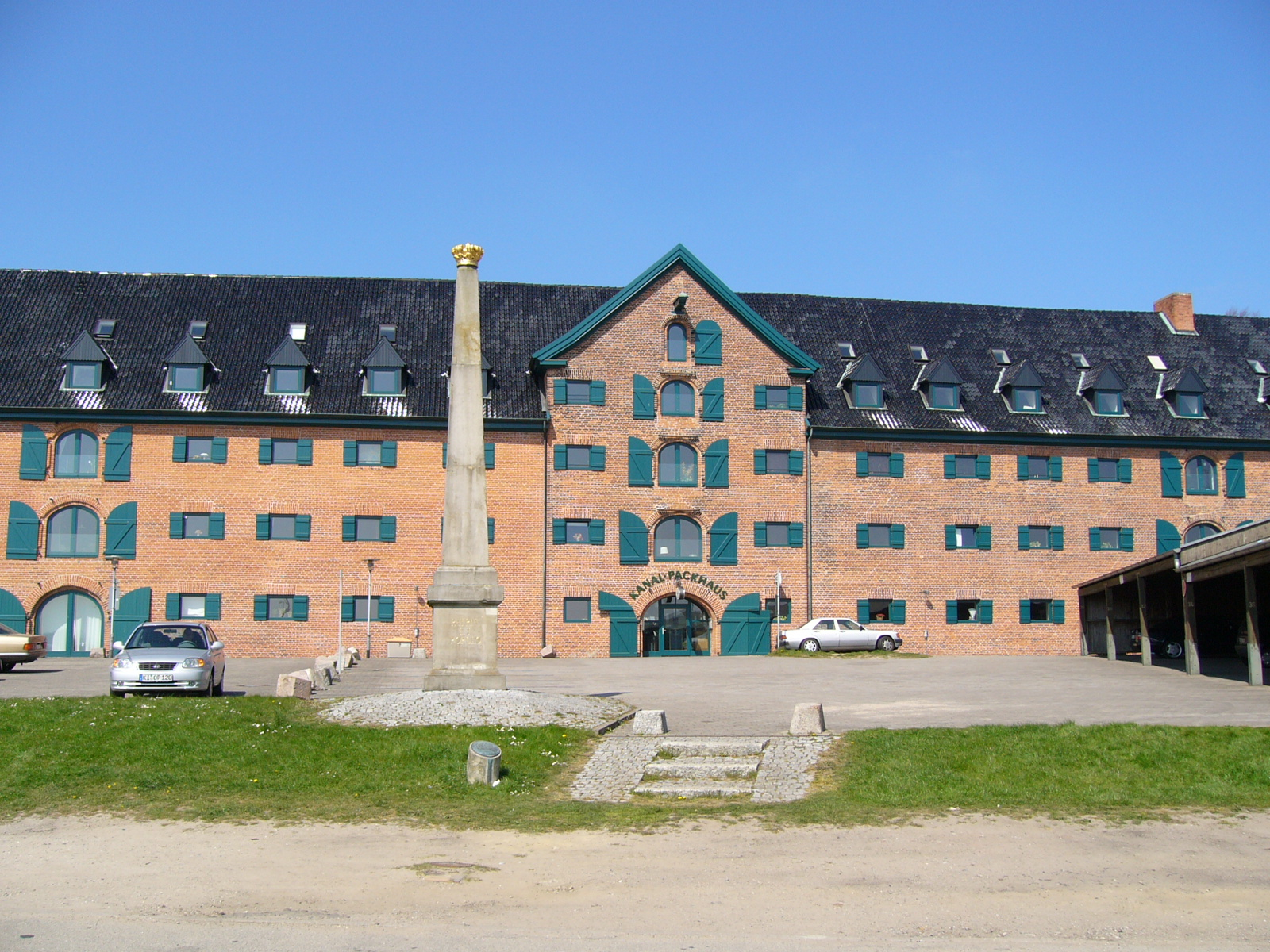
«Упаковочный дом» и памятный обелиск в Киль-Хольтенау

В 1783 году, как часть развития канала, вдоль водотока были построены три склада (в Германии так называемые «упаковочные дома»): один у шлюза в Киль-Хольтенау, один у шлюза в Рендсбург, и один в портовом районе Тённинга. Инфраструктура позволяла хранение и перевалку сыпучих грузов, проходящих через канал, например, шерсть, крупы, кофе и соль. Все три пакгауза сделаны из кирпича на деревянном каркасе, имеют три полноценных этажа и мансарду. Пакгаузы в Хольтенау и Тённинге сопоставимы по размеру (длина 77,5 м и ширина 12,6 м), с жилой площадью примерно 4000 квадратных метров; в Рендсбурге пакгауз существенно меньше двух других (29,5 м × 12,6 м).

## Русло канала
На востоке канал заканчивался в Кильской бухте в устье реки Лефензау. Канал шел на запад в естественном русле речки к первому шлюзу, к пакгаузу Хольтенау, и ко второму пакгаузу возле имения Кноп. На обеих сторонах были уже существующие мосты через Лефензау. Затем, на небольшом расстоянии канал отделялся от Лефензау, чтобы пройти на северо-запад от Ахтстюкенберга до третьего шлюза в Ратмансдорфе, где канал достиг своей максимальной высоты 7 метров над уровнем моря. Сохранился участок канала от Кнопа до шлюза Ратмансдорф, со стоящими остатками шлюзов. К западу от Ратмансдорф канал вернулся в русло Лефензау и последовал за ней на запад до соединения с озером Флемхудер, что обеспечило запасом воды для работы канала самый высокий сегмент.
От Флемхудерзе канал проследовал на запад к югу до имения Розенкранц, пока он не пришел к четвёртому шлюзу в Клайн Кёнигсфёрде. Оттуда он следовал длинному отрезку реки Айдер, небольшой крюк к северу от Кёнигсфёрде до Грюнхорст, и затем изгиб к югу на Зеэштедт к пятому шлюзу на Клувензик. Участок от Клайн Кёнигфёрде через Клувензик до Хоэнфельде все ещё сохраняется сегодня, наряду с остатками системы шлюзов. Отсюда канал следовал по естественному руслу реки Айдер, протекая мимо Ширнау, Лембека и Боргштедта, прежде чем, наконец, прибыть в Рендсбург, где стоял шестой и последний шлюз, а также второй «упаковочный дом». От Рендсбурга водный путь шел естественно по реке Айдер вплоть до её впадения в Северное море в Теннинге, где был построен третий «упаковочный дом».

### Техническое описание
Искусственная часть канала 34 км длиной, шириной по уровню воды 28,7 м, шириной дна 18 метров и глубиной 3,45 метров, что делало сечение водоносного русла в 83 м². Кораблям до 28,7 м в длину, 7,5 метров ширину, 2,7 метра глубины осадки и 140 тонн водоизмещения разрешалось пройти через канал. Проход через канал и вдоль реки Айдер занимал три дня или более; при неблагоприятном ветре, корабли тянули лошади по сопутствующим буксирным дорожкам. За более чем сто лет эксплуатации канала пересекли около 300 000 кораблей.

## Охрана наследия

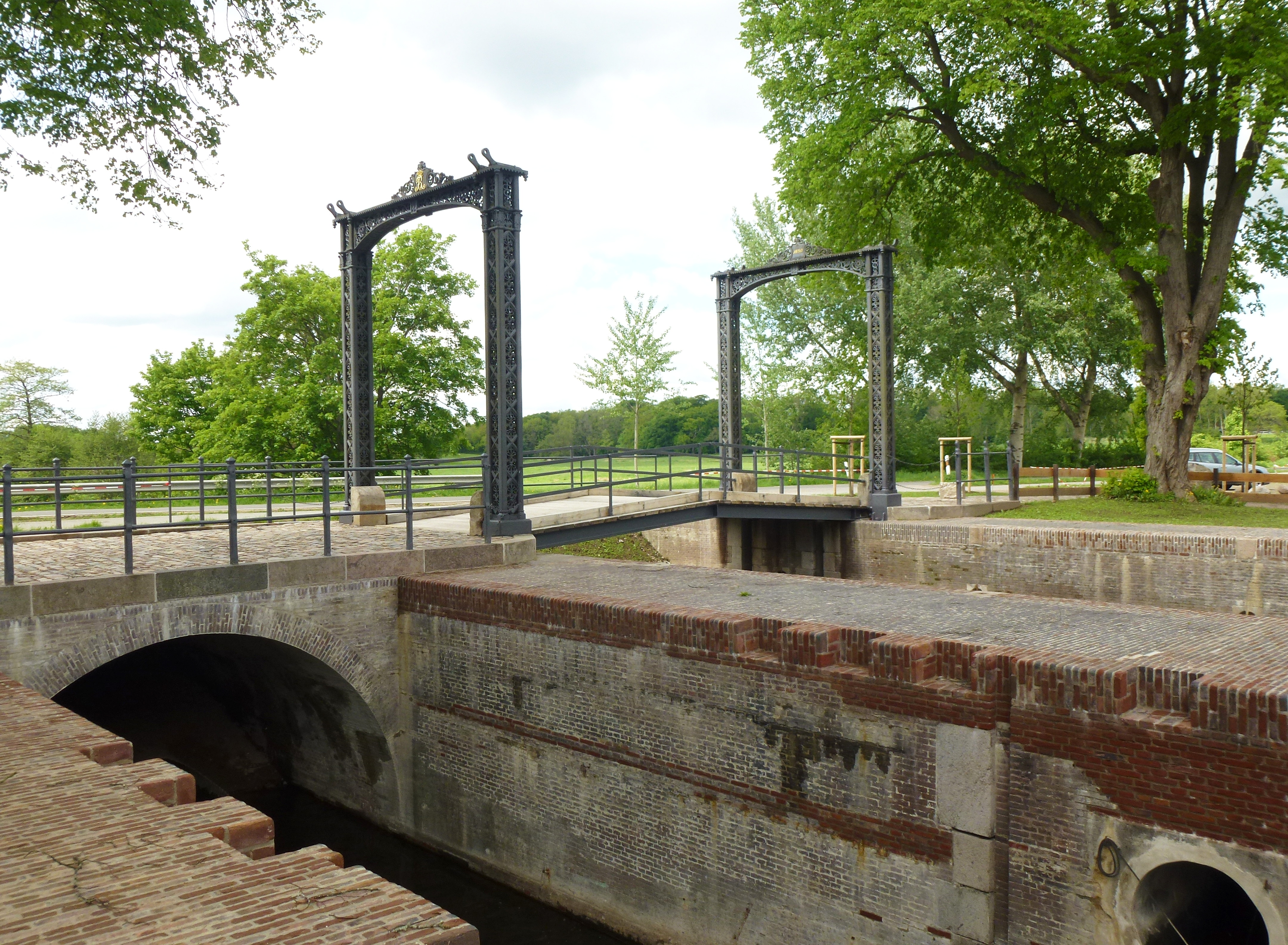
Шлюз и разводной мост в Клувензике в 2013 году

Значительные части бывшего Айдер канала, наряду с четырьмя его шлюзами, сейчас в природоохранной зоне, как важные составляющие историко-культурный ландшафта Шлезвиг-Гольштейна. Поскольку водный путь в XVIII и XIX века включал в проект дворянские поместья, которые лежали прямо на берегу канала, в качестве ландшафтных охраняемых территории с 1939 года участок «Альтер Айдерканаль у имения Клувензик» в Бовенау размером 33,1 га, и с 1961 года участок «Альтер Айдерканаль, усадебный парк и окрестности имения Штифт» в Альтенхольц размером 38,3 га находятся под защитой. С 1938 года часть старого Айдерканала в Альтенхольц в качестве места заповедника редкого папоротника-костенеца волосовидного (Asplenium trichomanes) и пузырника ломкого (cystopteris fragilis) находится под охраной. Под защитой как культурные памятники шлюз Хольтенау, шлюз Ратмансдорф у Альтенхольце, шлюз на Кляйне Кёнигсдорф в Крумвише, и шлюз Клувензик в Бовенау (вместе с разводным мостом). Сегменты старого канала в Бовенау и в Альтенхольце были внесены в зоны охраны ландшафта.

## Галерея

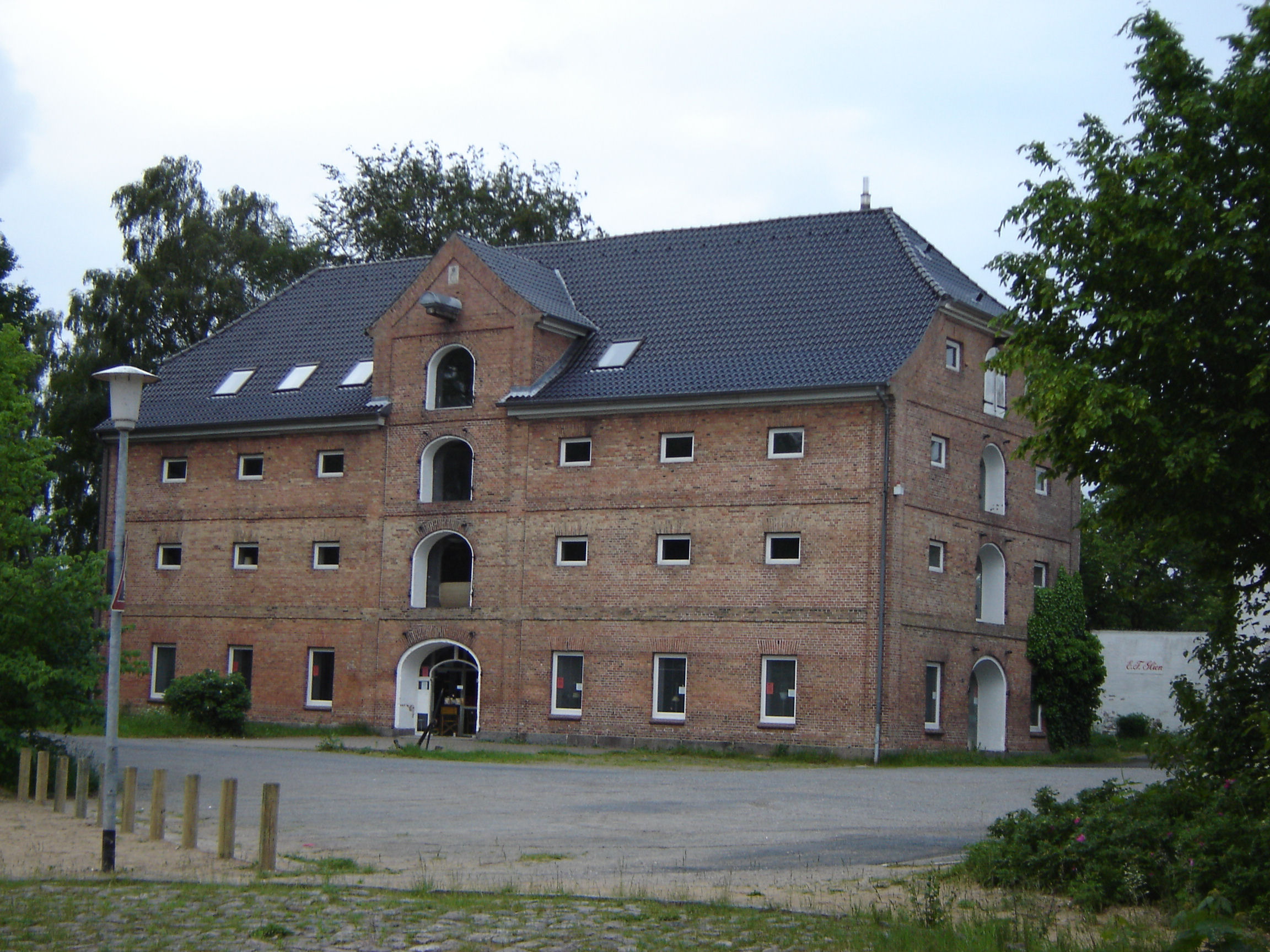
Пакгауз в Рендсбурге
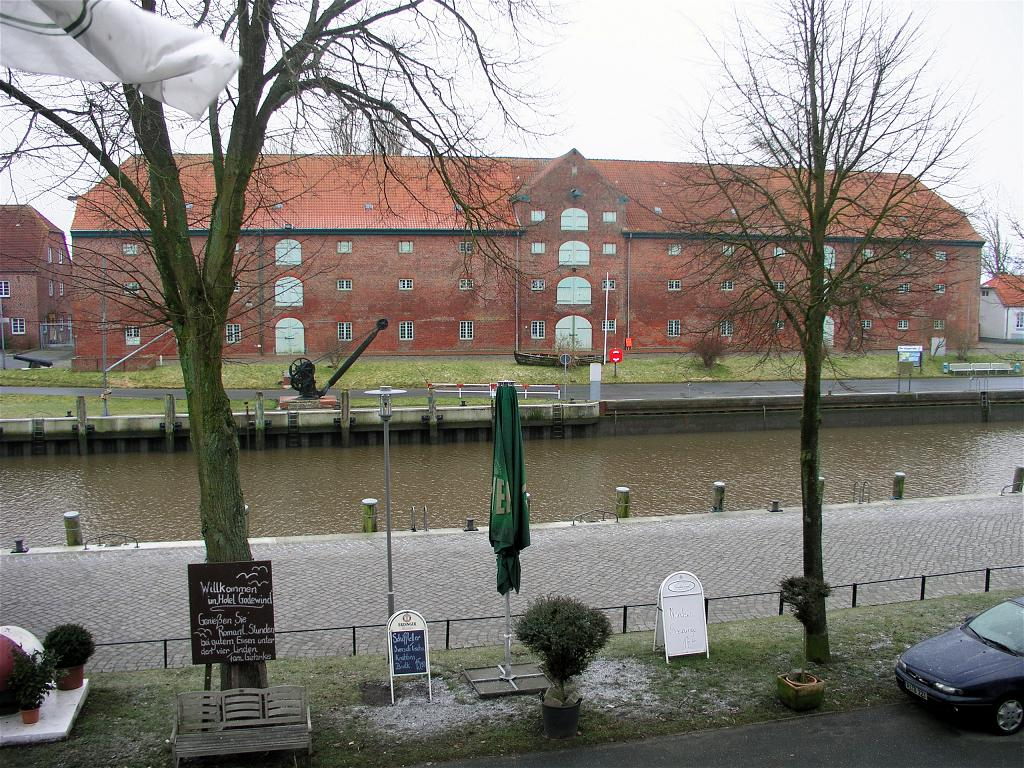
Пакгауз в Тённинге
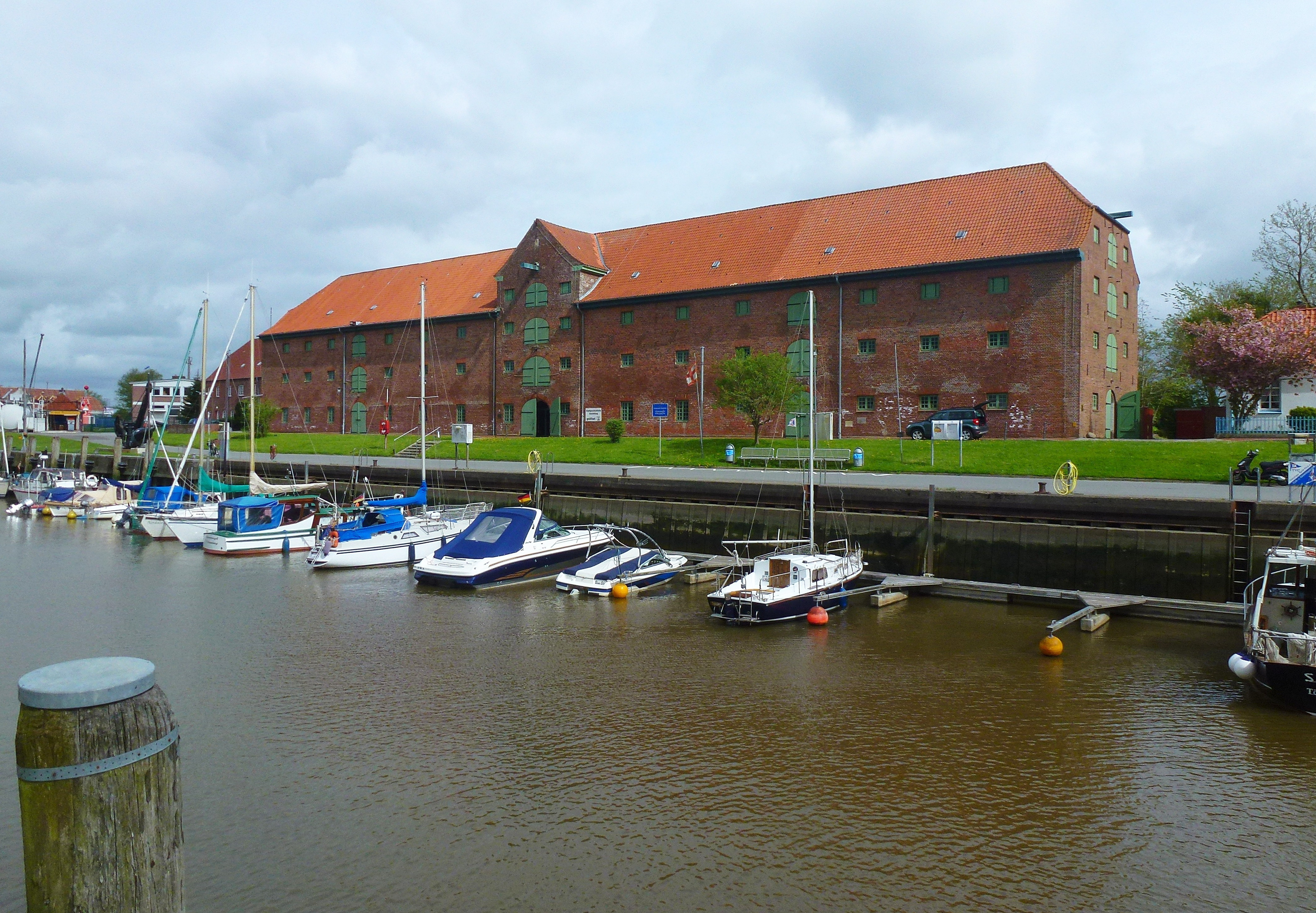
Вид на фасад пакгауза в Тённинге со стороны Ам-Хафен
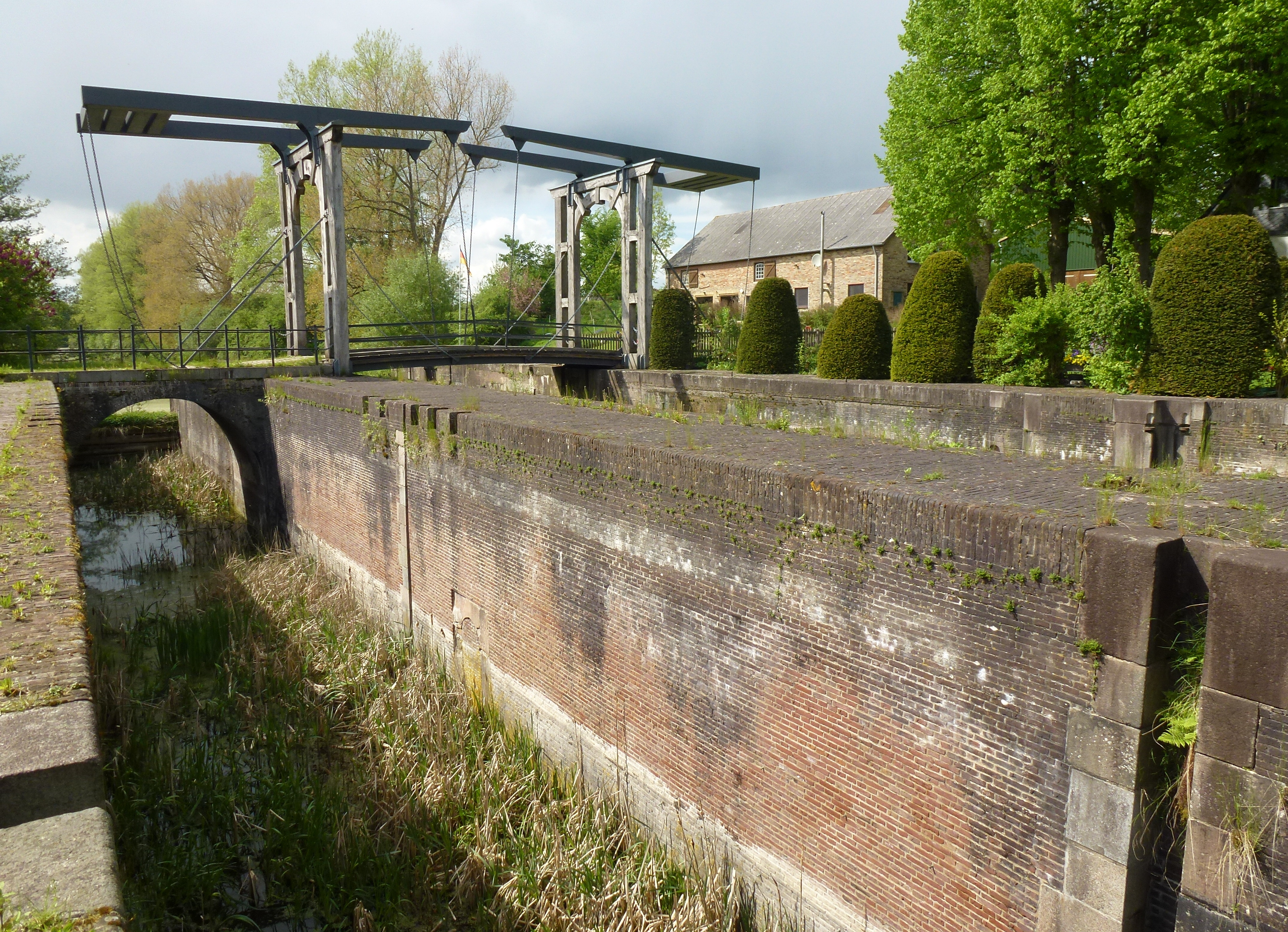
Шлюз в Кляйн-Кёнигфёрде
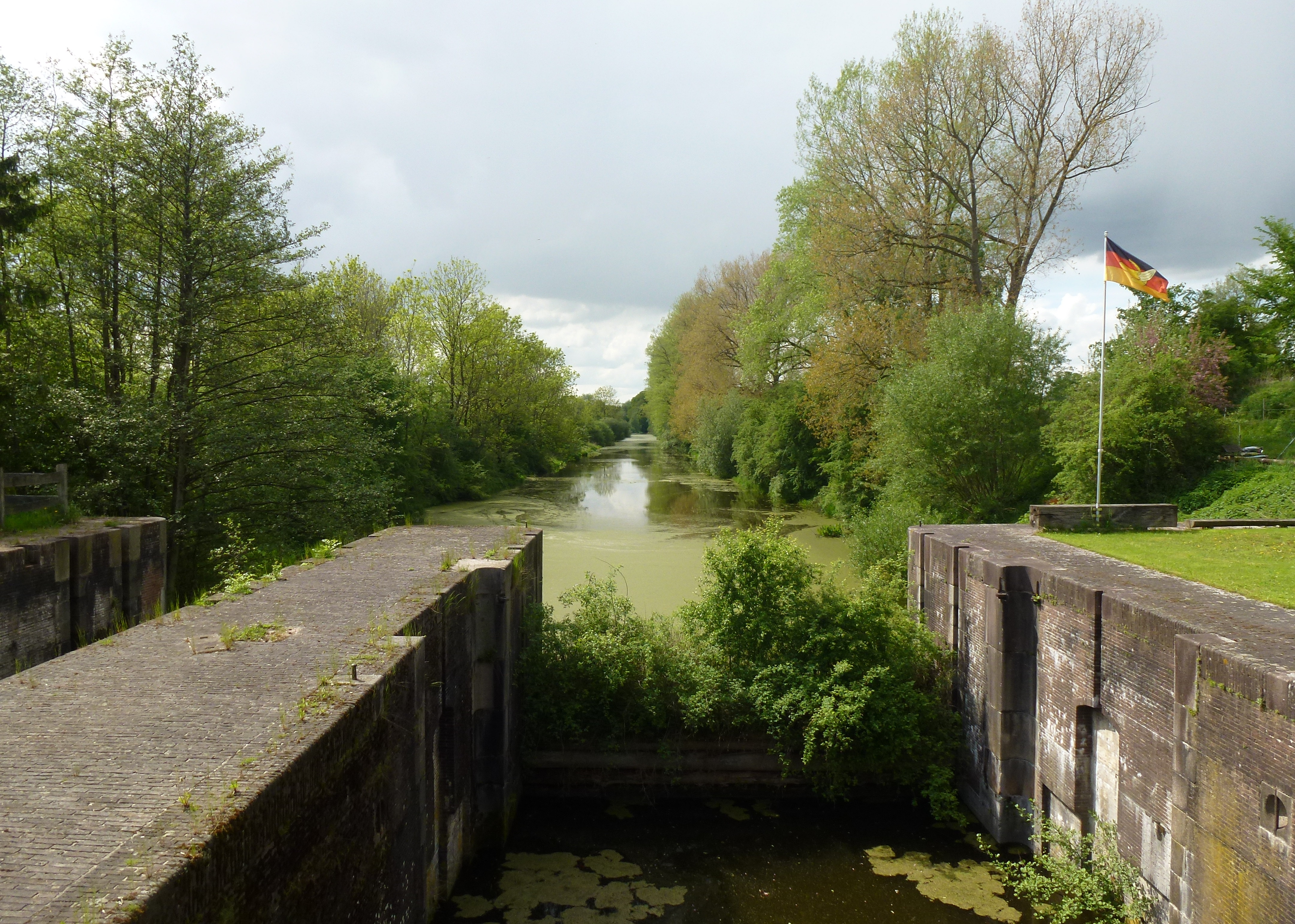
Канал в Кляйн-Кёнигфёрде
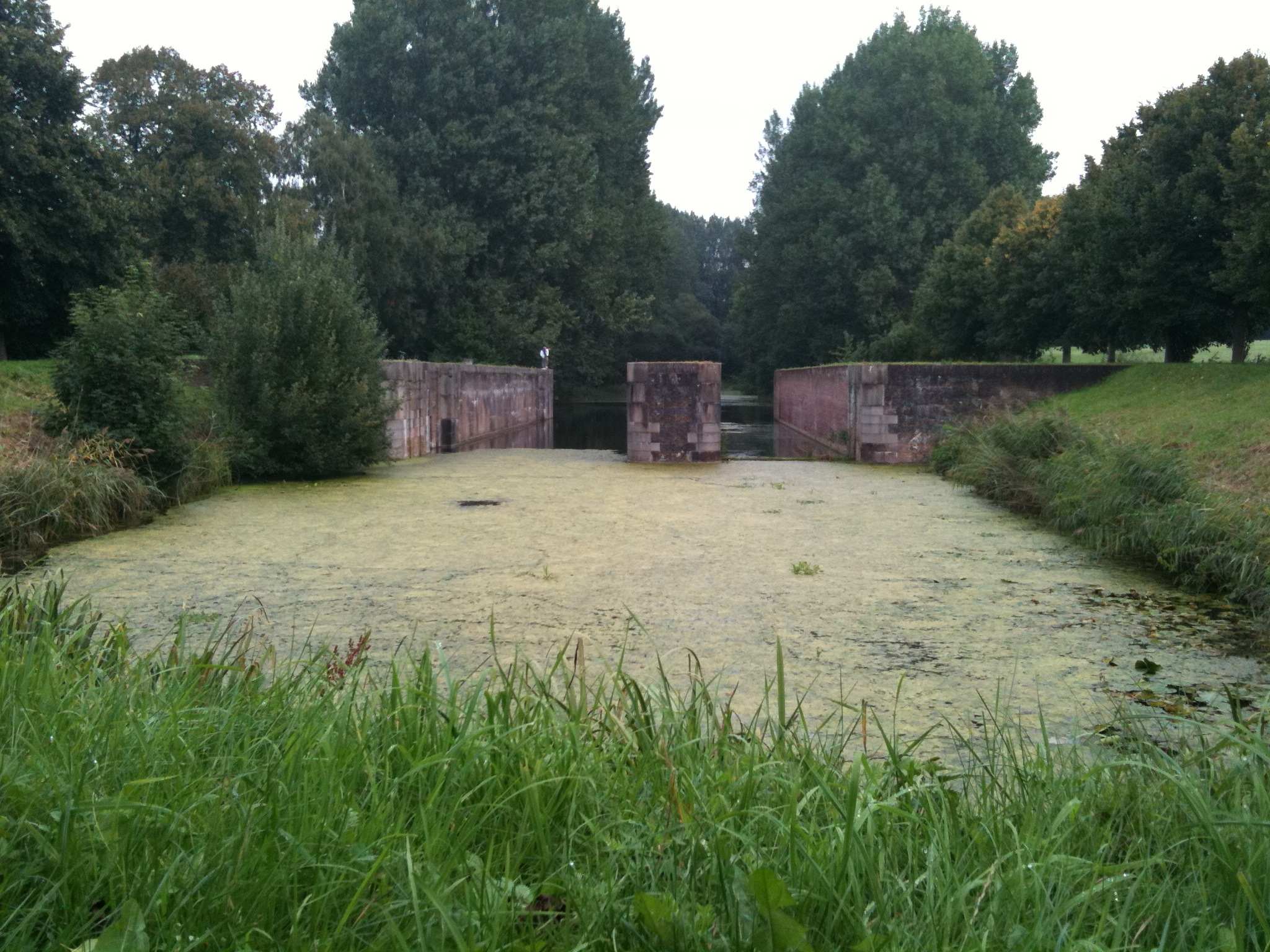
Шлюз в Ратмансдорф
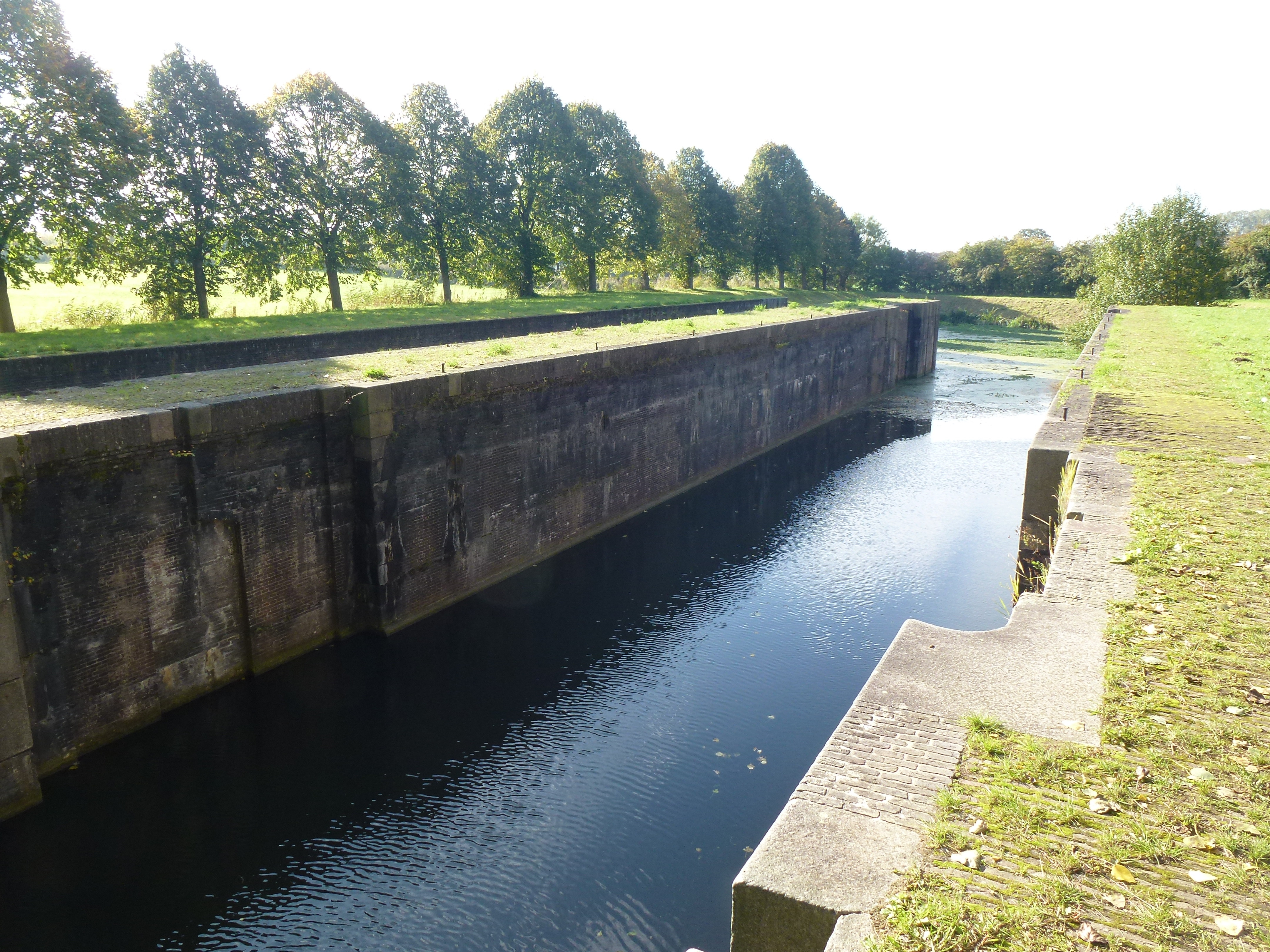
Шлюз в Ратмансдорф
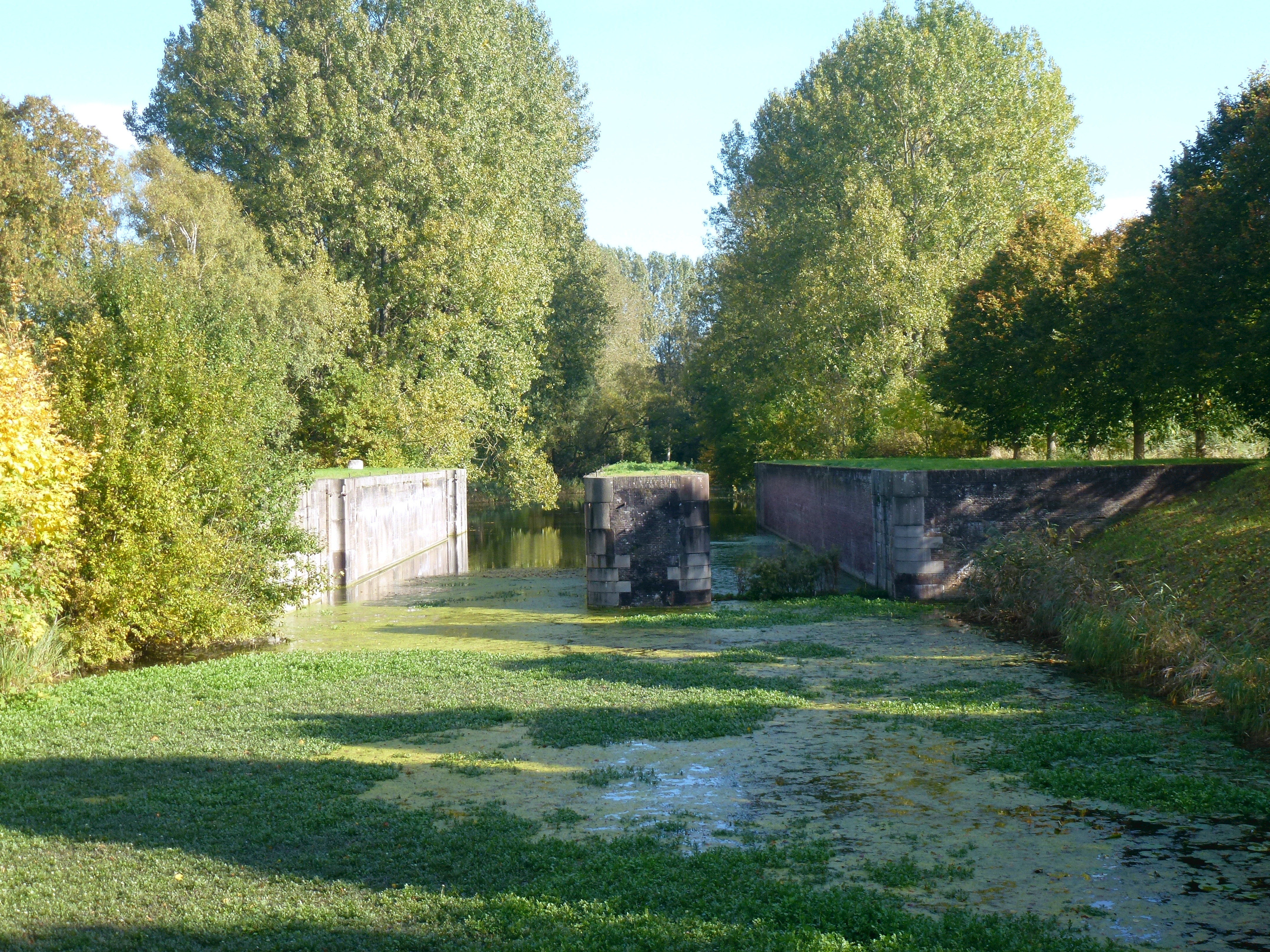
Шлюз в Ратмансдорф
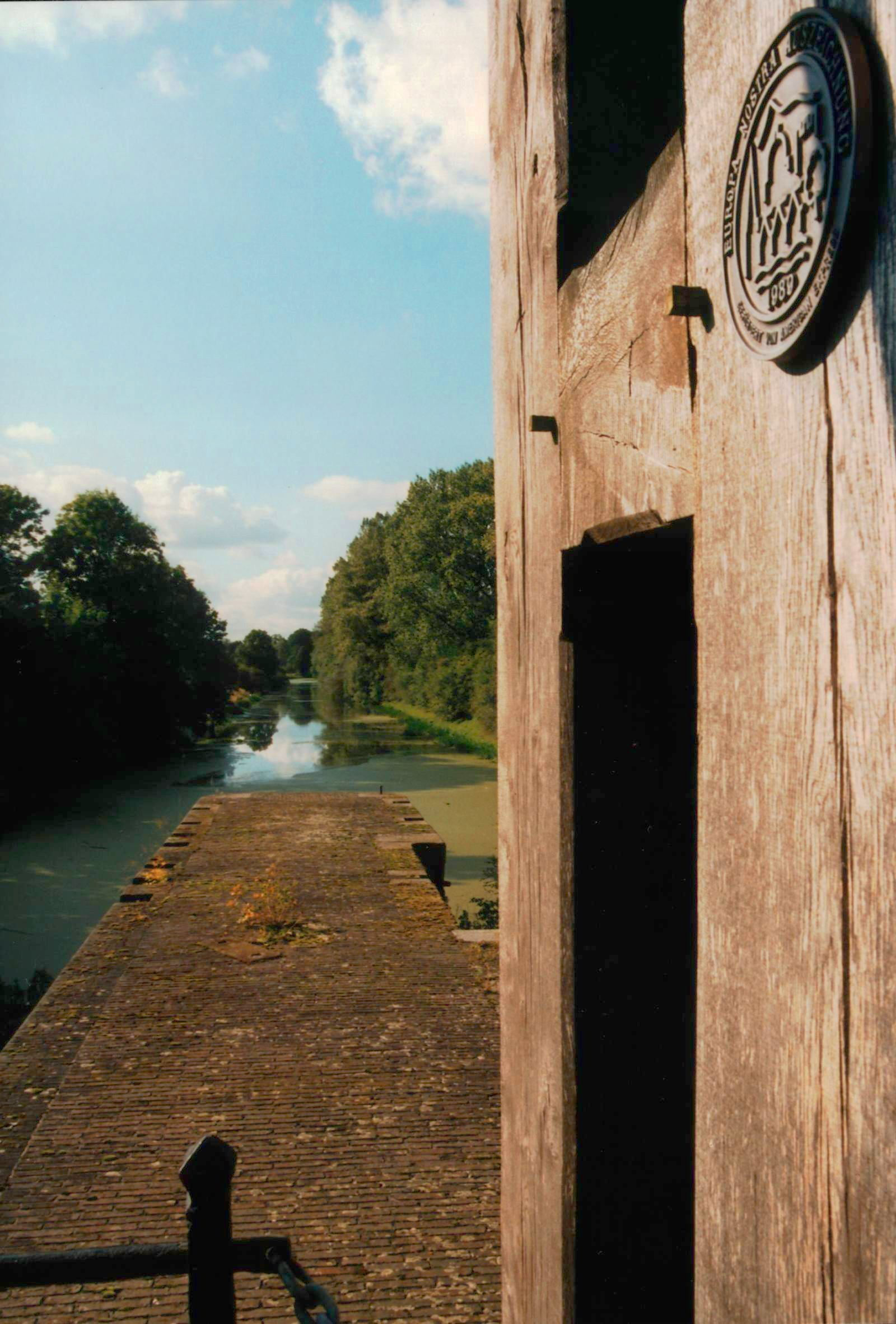
Взгляд на Айдерканал с «голландского» разводного моста на шлюзе в районе коммуны Крумвиш
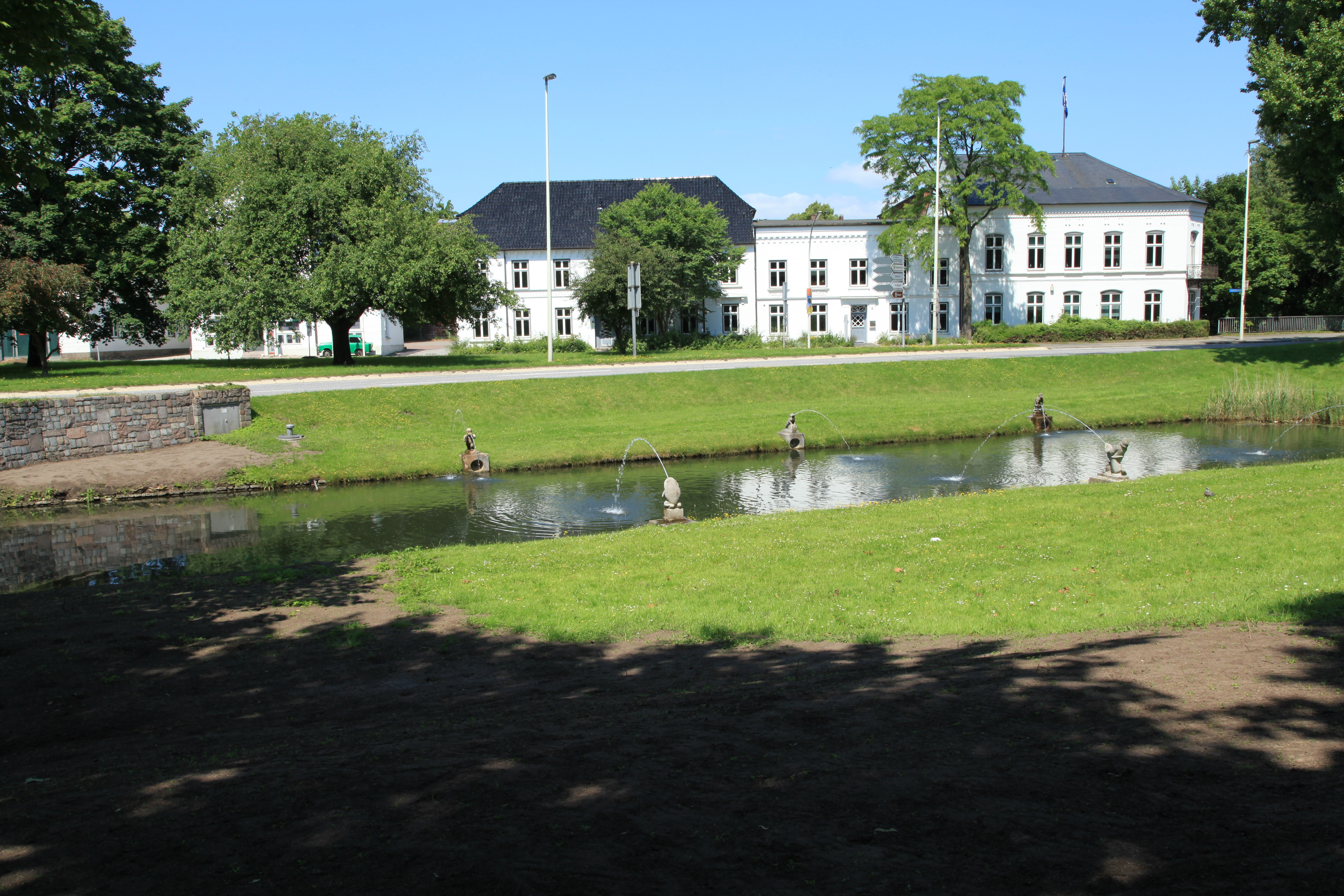
Декоративный пруд из не функционирующего шлюзового бассейна в Рендсбурге, со стороны Ан-дер-Шлюзе.
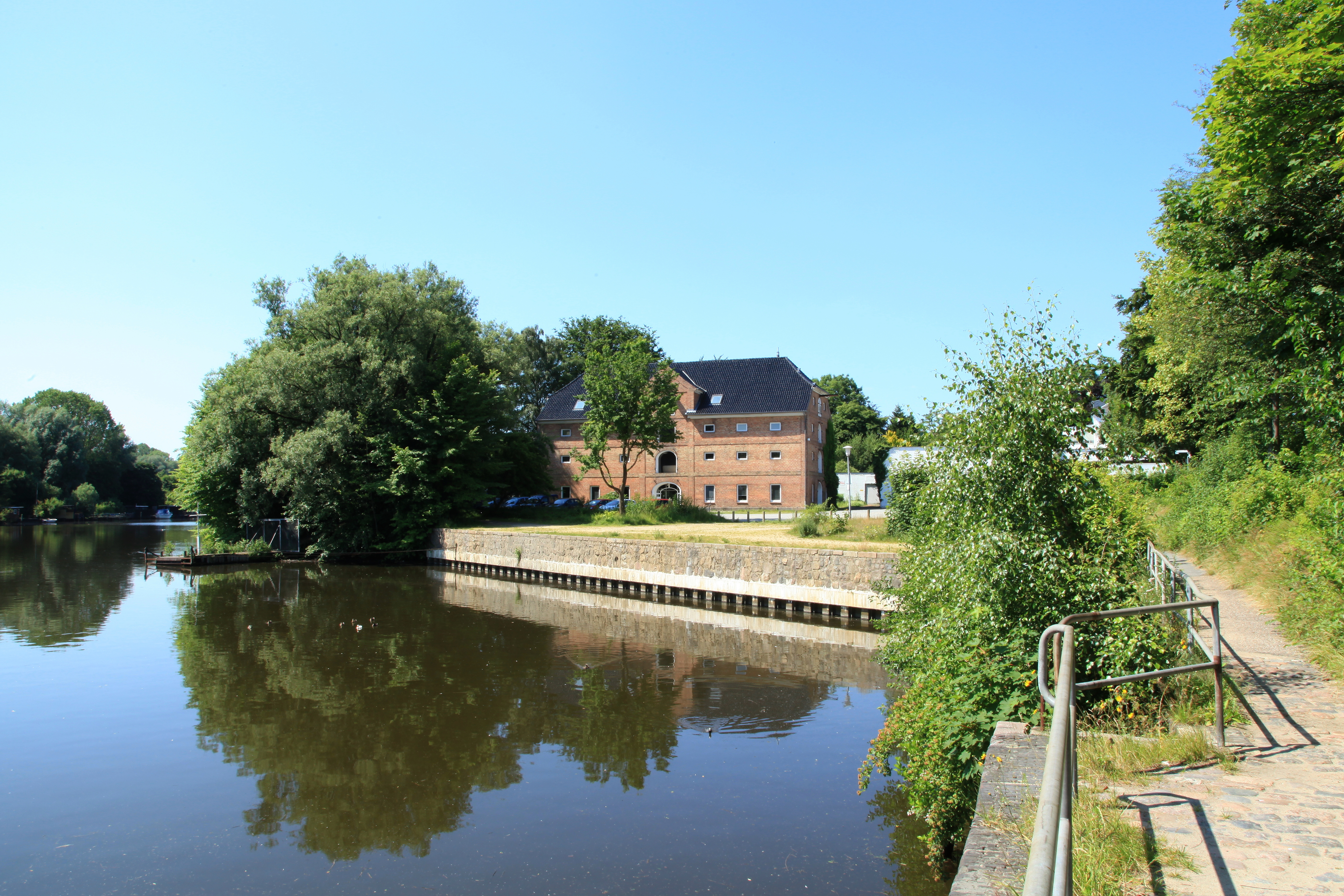
Вид на фасад пакгауза в Рендсбурге, Холльсенштрассе 15, со стороны Ан-Унтерайдер.